# Luhačovický potok
Der Luhačovický potok, am Oberlauf Šťávnice ist ein rechter und zugleich der größte Nebenfluss der Olšava in Tschechien.

## Geographie
Der Luhačovický potok entspringt anderthalb Kilometer nordwestlich von Loučka zwischen der Doubrava (676 m) und dem Klokočí (622 m) auf dem Hauptkamm der Vizovická vrchovina. An seinem Lauf gegen Südwesten liegen die Ortschaften Výpusta, Slopné, Sehradice, Dolní Lhota, Na Klenkově, Martincův Mlýn, Sedlářův Mlýn, Pražská čtvrť, Lázně Luhačovice, Luhačovice, Biskupice und Polichno. Bei Újezdec mündet der Luhačovický potok in die Olšava.
Der Luhačovický potok hat eine Länge von 23,5 km, sein Einzugsgebiet beträgt 143 km².
Entlang des Baches verläuft die Bahnstrecke Újezdec u Luhačovic–Luhačovice. Zwischen Na Klenkově, Sedlářův Mlýn und Pozlovice wird der Bach seit 1930 im Stausee Luhačovice gestaut. Der See dient sowohl der Wasserwirtschaft als auch der Erholung.

## Zuflüsse
- Horní Olšava (r), bei Slopné
- Hájový potok (r), Sehradice
- Olše (r), Dolní Lhota
- Petrůvka (l), Na Klenkově
- Pozlovický potok (r), unterhalb Pražská čtvrť
- Ludkovický potok (r), Biskupice